# Андре Гем
Андре Гем (порт. André Ghem; нар. 29 травня 1982) — колишній бразильський тенісист.
Найвищу одиночну позицію світового рейтингу — 118 місце досяг 27 липня 2015, парну — 88 місце — 25 червня 2007 року.

## Титули (14)

### Challengers and futures (5)
| Челлендери (1) |
| Ф'ючерси (4)   |

| Ранг | Дата             | Турнір       | Покриття        | Суперник у фіналі | Рахунок          |
| 1.   | 16 серпня 2004   | Caldas Novas | Відкрите тверде | Жуліо Сілва       | 6–2, 7–5         |
| 2.   | 1 листопада 2004 | Кампінас     | Ґрунт           | Франсіску Коста   | 7–5, 6–3         |
| 3.   | 7 серпня 2006    | Жоїнвіль     | Ґрунт           | Бруно Ечагарай    | 6–1, 6–4         |
| 4.   | 1 листопада 2010 | Порту-Алегрі | Ґрунт           | Андре Мієле       | 6–4, 6–1         |
| 5.   | 24 січня 2011    | Жуан-Пессоа  | Ґрунт           | Тіагу Лопес       | 6–4, 5–7, 7–6(1) |

### Парний розряд (9)
| Легенда                |
| Великий шлем (0)       |
| Tennis Masters Cup (0) |
| Серія Мастерс ATP (0)  |
| Тур ATP (0)            |
| Челлендери (9)         |

| Титули за покриттям |
| Тверде (1)          |
| Трава (0)           |
| Ґрунт (8)           |
| Килим (0)           |

| Ранг | Дата              | Турнір                   | Покриття | Партнер             | Суперники у фіналі                        | Рахунок              |
| 1.   | 24 квітня 2006    | Мехіко, Мексика          | Тверде   | П'єрр-Людовік Дюкло | Рік де Вуст Гленн Вейнер                  | 6–4, 0–6, [10–3]     |
| 2.   | 7 серпня 2006     | Жоїнвіль, Бразилія       | Ґрунт    | Алешандре Сімоні    | Марсело Мело Андре Са                     | 6–4, 5–7, [10–8]     |
| 3.   | 9 жовтня 2006     | Медельїн, Колумбія       | Ґрунт    | Марсело Мело        | Пабло Куевас Орасіо Себальйос             | Без гри              |
| 4.   | 6 листопада 2006  | Буенос-Айрес, Аргентина  | Ґрунт    | Флавіо Саретта      | Томас Беренд Марсель Гранольєрс           | 6–1, 6–4             |
| 5.   | 13 листопада 2006 | Асунсьйон, Парагвай      | Ґрунт    | Томас Беренд        | Карлос Берлок Мартін Вассальйо Аргуельйо  | 3–6, 6–3, [10–3]     |
| 6.   | 14 травня 2007    | Загреб, Хорватія         | Ґрунт    | Томас Беренд        | Джеймс Окленд Джеймі Дельгадо             | 6–2, 6–1             |
| 7.   | 4 червня 2007     | Фюрт, Німеччина          | Ґрунт    | Бруно Ечагарай      | Фабіо Фоніні Фредеріко Жіль               | 7–6(1), 4–6, [13–11] |
| 8.   | 22 липня 2012     | Bercuit, Бельгія         | Ґрунт    | Марко Трунгелліті   | Факундо Баньїс Пабло Гальдон              | 6–1, 6–2             |
| 9.   | 24 січня 2016     | Ріо-де-Жанейро, Бразилія | Ґрунт    | Гаштан Еліаш        | Жонатан Ейссерік Мігель Ангел Реєс-Варела | 6–4, 7–6(7–2)        |

## Поразка (7)

### Одиночний розряд (1)
| Легенда                |
| ---------------------- |
| Великий Шлем (0)       |
| Tennis Masters Cup (0) |
| Серія Мастерс ATP (0)  |
| Тур ATP (0)            |
| Челленджери (1)        |

| Фінали за покриттям |
| ------------------- |
| Тверде (0)          |
| Трава (0)           |
| Ґрунт (1)           |
| Килим (0)           |

| Ранг | Дата          | Турнір                | Покриття | Суперник      | Рахунок       |
| ---- | ------------- | --------------------- | -------- | ------------- | ------------- |
| 1.   | 4 серпня 2008 | Самарканд, Узбекистан | Ґрунт    | Михайло Єлгін | 7–6(7–4), 6–3 |

### Парний розряд (6)
| Легенда                |
| ---------------------- |
| Великий Шлем (0)       |
| Tennis Masters Cup (0) |
| Серія Мастерс ATP (0)  |
| Тур ATP (0)            |
| Челленджери (6)        |

| Фінали за покриттям |
| ------------------- |
| Тверде (3)          |
| Трава (0)           |
| Ґрунт (3)           |
| Килим (0)           |

| Ранг | Дата            | Турнір                 | Покриття | Партнер          | Суперники                       | Рахунок               |
| ---- | --------------- | ---------------------- | -------- | ---------------- | ------------------------------- | --------------------- |
| 1.   | 2 січня 2006    | Сан-Паулу, Бразилія    | Тверде   | Лукас Енжіл      | Тьяго Алвес Флавіо Саретта      | 7–6(12–10), 6–3       |
| 2.   | 13 березня 2006 | Салінас, Еквадор       | Тверде   | Алешандре Сімоні | Тьяго Алвес Жуліо Сілва         | 3–6, 6–4, [10–4]      |
| 3.   | 14 липня 2008   | Оберштауфен, Німеччина | Ґрунт    | Бой Вестергоф    | Душан Кароль Ярослав Поспішил   | 6–7(2–7), 6–1, [10–6] |
| 4.   | 21 липня 2008   | Пенза, Росія           | Тверде   | Бой Вестергоф    | Денис Істомін Євген Кириллов    | 6–2, 3–6, [10–6]      |
| 5.   | 28 квітня 2012  | Сан-Паулу, Бразилія    | Ґрунт    | Жуан Педру Соржі | Пауль Капдевіль Марсель Фельдер | 7–5, 6–3              |
| 6.   | 29 липня 2012   | Тампере, Фінляндія     | Ґрунт    | Нільс Десайн     | Міхаель Лінцер Геральд Мельцер  | 1–6, 6–7(3–7)         |